# Ethiopian Insurance FC
Ethiopian Insurance Football Club w skrócie Ethiopian Insurance FC – etiopski klub piłkarski grający w pierwszej lidze etiopskiej, mający siedzibę w mieście Addis Abeba.

## Sukcesy
- Puchar Etiopii[1]:
  - zwycięstwo (5): 1995, 2002

- Puchar CAF[2]:
  - półfinał (1): 1993

## Występy w afrykańskich pucharach
| Sezon | Rozgrywki                 | Runda       | Kraj                     | Klub                  | Dom | Wyjazd | Dwumecz      |
| ----- | ------------------------- | ----------- | ------------------------ | --------------------- | --- | ------ | ------------ |
| 1993  | Puchar CAF                | 1           | Sudan                    | Al-Merreikh Al-Ubajid | 0–0 | 1–1    | 1–1          |
| 1993  | Puchar CAF                | 2           | Namibia                  | Young Ones FC         | 7–0 | 1–2    | 8–2          |
| 1993  | Puchar CAF                | ćwierćfinał | Niger                    | Zumunta AC            | 2–0 | 0–1    | 2–1          |
| 1993  | Puchar CAF                | półfinał    | Wybrzeże Kości Słoniowej | Stella Club d’Adjamé  | 1–0 | 0–3    | 1–3          |
| 1996  | Puchar Zdobywców Pucharów | wstępna     | Rwanda                   | Rayon Sports FC       | 3–1 | 1–3    | 4–4 (k. 4–5) |
| 1999  | Puchar CAF                | 1           | Sudan                    | Al-Ahli Chartum       | 0–1 | 0–1    | 0–1          |
| 2003  | Puchar Zdobywców Pucharów | 1           | Sudan                    | Al-Hilal Omdurman     | 0–2 | 0–2    | 0–4          |

## Stadion
Domowe mecze klub rozgrywa na stadionie o nazwie Addis Abeba Stadium w Addis Abebie, który może pomieścić 35000 widzów.

## Reprezentanci kraju grający w klubie od 1991 roku
Stan na kwiecień 2023.
| - Wakjira Anbesse - Saladin Bargecho - Tediros Bekele - Hassen Besher - Bereket Bogale - Samuel Degefe - Tekalign Dejene - Samuel Demissie - Mengistu Getahun - Teshome Getu - Abubakar Ismael | - Kitika Jima - Abdulkerim Mohammed - Samson Mulugeta - Mohammed Nasser - Asseged Tesfaye - Yilma Tesfaye - Mulualem Tilahun - Abebe Wasihun - Umar Bashiru - Habib Mohamed |